# Matits Ferenc
Matits Ferenc (Budapest, 1958. április 14. –) magyar művészettörténész, egyetemi tanár.

## Életpályája
Középiskolai tanulmányait a budapesti Petőfi Sándor Gimnáziumban végezte 1972–1976 között. Érettségi után a drezdai Közlekedési Egyetemen tanult 1977–1981 között, ahol mérnökközgazdász diplomát szerzett. 1981–1987 között a Magyar Postánál mérnökközgazdász, muzeológus, szakfordító. Az 1988-ban a Belkereskedelmi Minisztériumban kapott idegenvezetői szakképesítésével több alkalommal vezetett csoportokat itthon, illetve vitt csoportokat Ausztriába, Németországba, Belgiumba és Hollandiába.
1983–1988 között az Eötvös Loránd Tudományegyetem Bölcsészettudományi Karán művészettörténetet tanult, majd ugyanitt 1989–1993 között doktorátust szerzett művészettörténetből. 1988–1995 között a budapesti Szépművészeti Múzeum művészettörténésze és a Modern Osztály felkérésére részt vett a múzeum 1800 utáni festészeti–szobrászati anyagát bemutató – kiadásra nem került – angol nyelvű checklist kötet munkálataiban. 1988-ban az olasz művészet tanulmányozására a firenzei Kunsthistorisches Institut (Német Művészettörténeti Intézet) által szervezett kéthetes tanfolyamot látogatta. 1988–1998 között művészettörténeti előadásokat tartott a TIT József Attila Szabadegyetemen. Simon György János (Jean Georges Simon) festő, grafikus munkásságát vizsgálta 1990-ben Angliában, majd 1991-ben Svájcban. 1992–1999 között a Szépművészeti Múzeum holland, dán, belga, norvég és svéd festményeivel kapcsolatosan folytatott kutatásokat államközi ösztöndíjjal. Művészettörténészi munkájában, szakosodásában a 19. századi és a századforduló holland festészetének hazai vonatkozásainak kutatására elnyert NIAS Magyar Ösztöndíj, illetve a belga művészet hazai kapcsolatainak feltárását segítő Leuveni Egyetemi és Getty Ösztöndíjak, illetve az amszterdami ASU Nyári Egyetemen 1994–1995-ben abszolvált művészettörténeti kurzusok bírnak nagyobb jelentőséggel.
1996–1997-ben a nyíregyházi Városi Galéria galériavezetője, 1997–1998-ban a Jósa András Múzeum munkatársa. Nyíregyházán kiállításokat szervezett és nyitott, előadásokat tartott, többek között a Bessenyei György Tanárképző Főiskolán. 1998–2002 között szabadfoglalkozású művészettörténész, idegenvezető. Oktatói tevékenységet folytatott becsüs tanfolyamon, budapesti és salgótarjáni gimnáziumokban. Utóbbira 2002–2007 között került sor, amikor a Nógrád Megyei Múzeumi Szervezet megyei múzeumigazgató általános helyettese Salgótarjánban. 2005-től 2008-ig a Palóc Múzeum megbízott múzeumigazgatója Balassagyarmaton. 2008–2013 között az Magyar Művelődési Intézet, majd a Magyar Alkotóművészeti Nonprofit Korlátolt Felelősségű Társaságba beolvadt Képző- és Iparművészeti Lektorátus művészeti főtanácsadója. 2013–2018 között ismét szabadfoglalkozású művészettörténész, 2016-től 2024-ig tanított a Magyar Képzőművészeti Egyetemen, illetve 2018-tól 2023-ig művészettörténész a Magyar Mezőgazdasági Múzeumban.
Családja
Édesapja Matits Ferenc (1926–2018) közgazdász–statisztikus, édesanyja Dr. Halmy Mária (1928–1996) jogász, mindketten a KSH-ból mentek nyugdíjba. Felesége pedagógus. Gyermekei Kornél (1991) jogász, Krisztina (1993) turizmus-vendéglátás, valamint művészettörténész diplomával rendelkezik.

## Munkássága
A Szépművészeti Múzeum anyagával, nyíregyházi és Nógrád megyei tevékenységével kapcsolatosan, illetőleg szabadfoglalkozású művészettörténészként monografikus feldolgozásokat, tanulmányokat, katalógusokat, számos lexikon szó-, folyóirat- és újságcikket publikált, valamint előadásokat tartott. 1991 és 2021 között országosan több mint 300 kiállítást nyitott meg, illetve szervezett, rendezett, amelyek közül a Simon György János Emlékkiállítások (1994), a Hágai Iskola Kiállítás (1995) és a Madarász Victor kiállítások (2007) a legnagyobb jelentőségűek. Hollandiában, Németországban, Dániában és Lengyelországban tartott nemzetközi konferenciákon előadást, amelyek szerkesztett változata publikálásra került. Külföldön Berlinben, Krakkóban, Londonban, Manchesterben, Párizsban, Stockholmban, Zágrábban jelentek meg művészettörténeti írásai. Kortársművészeti publikációit leginkább kiállításmegnyitói kapcsán, katalógusok és lexikonok tették közzé.

## Főbb művei
- Simon György János (Trieste, 1894–Leeds, 1968) emlékkiállítás az Országos Széchényi Könyvtárban, 1991. december 16.–1992. február 15., a Türr István Múzeumban, Baja 1992. március–május, a Kecskeméti Képtárban, 1992. június, Budapest, 1991.[7]
- Madarász Victor (1830–1917) festőművész emlékkiállítása, Nyíregyháza, 1997.
- Váci András festőművész (1928–1989) Vaja, 1998.
- A hágai iskola, Budapest, Magyar Nemzeti Galéria, 1999.
- Protestáns templomok / Protestant churches / Protestantische Kirchen, Budapest, 2003.[8]
- Madarász Victor és Adeline festőművészek hagyatéka a Rákospalotai Múzeumban, Budapest, 2003.
- Szilágyi Imre művészi pályaképe, Debrecen, 2004.
- Réti Zoltán festőművész, Vác, 2005.
- Tóth Sándor szobrász- és éremművész, Budapest, 2005.
- Jean Georges Simon – Simon György János, Trieszt 1894–Leeds 1968, emlékkiállítása : Volksbank Galéria, Budapest, 2006. szeptember 19.–december 1., Budapest, 2006.
- Rác András, Budapest–Sopron, 2010.
- Wrabel Sándor élete és művészete, Budapest, 2021.
- Tündérvár: a 125 éves Magyar Mezőgazdasági Múzeum a művészetben, Budapest, 2021.
- Paris 1925 / Jean Georges Simon, Manchester, 2022.
- Ridinger-grafikák a Magyar Mezőgazdasági Múzeumban, Budapest, 2023.

MTMT-publikációk
Magyar Tudományos Művek Tára – Matits Ferenc adatlapja.